# Windows 1.0
Windows 1.0 je grafički korisnički interfejs i operativno okruženje za računare koji je razvio Microsoft. Objavljen je 20. novembra 1985. godine kao prvi u nizu Windowsovih proizvoda. Windows 1.0 je grafičko, 16-bitno komandno okruženje sa mogućnosti rada sa više aplikacija koja se pokreće preko postojeće MS-DOS instalacije i svrha mu je da pruža operativno okruženje kako bi se mogli pokrenuti programi dizajnirani za Windows kao i MS-DOS softver. Bill Gates je počeo sa razvijanjem ovog projekta kada je vidio demonstraciju sličnog softverskog programa pod imenom Visi On na COMDEX sajmu.
Iako je primio uopšteno dobre kritike na ranijim prezentacijama i podršku od nekolicine hardverskih i softverskih proizvođača, Windows 1.0 je loše primljen od strane kritičara, koji su izjavili da nije ispunio njihova očekivanja. Pogotovo su smatrali da Windows 1.0 stavlja previše težišta na rad sa mišem, koja korisnici nisu toliko često koristili u to vrijeme; da ne pruža dovoljno resursa novim korisnicima i da ima niske performance, pogotovo na slabijem hardveru. Uprkos kritikama, Windows 1.0 će se dokazati kao važan korak za Microsoft i računarsku historiju. Windows 1.0 se prestao podržavati 31. decembra 2001. godine.

## Istorija
Razvijanje projekta je počelo nakon što je Bill Gates video demonstraciju sličnog softverskog programa pod imenom Visi On na COMDEX sajmu, koji je takođe bio softver za grafički korisnički interfejs za IBM računare.
Microsoft je prvi put prestavio Windows javnosti 10. novembra 1983. godine. Zahtjevao je dva floppy disk ulaza i 192 KB RAM-a. Microsoft ga je opisao softver kao drajver za MS-DOS 2.0.
Pošto je podržavao kooperativni multitasking i redao prozore jedan kraj drugog ili jedan na drugi kada bi koristio dobre aplikacije koje su koristile samo DOS pozive i dozvolio bi rad manjeg dobrih aplikacija po ponašanju da budu pokrenute preko cijelog ekrana. Samim tim se Windows razlikovao od Visi On i Apple-ove Lise tog vremene jer je odmah pružao mnoge aplikacije. Za razliku od Visi On-a, Windows programeri nisi hteli koristiti Unix da razvijaju za IBM računare. Microsoft je planirao podsticati druge kompanije, pa čak i svoje konkurente da razvijanju aplikacije za Windows, bez potrebe da programiraju Microsoft-ov korisnički interfejs u svoje aplikacije. Mnogi hardverski proizvođači, odnosno proizvođači MS-DOS računara poput kompanija Compaq, Zenith, i DEC kao i softverske kompanije Ashton-Tate i Lotus su sve obećale podržati Windows. Nakon što su članovi BYTE magazina vidjeli Windows, u decembru 1983. godine su izjavili da "deluje da pruža nevjerovatnu otvorenost, mogućnost bilo kakve konfiguracije i lake prenosivosti kao i solidne hardverske zahtjevi a i cenu … Imajući u vidu da je ovako iznenadno objavljen, Microsoft Windows će biti prvi veći test metafore radne površine za potrošače."
Već od rane istorije Gates je vidio Windows kao Microsoft-ovu budućnost. Dao je izjavu InfoWorld-u u aprilu 1984. godine rekavši "Naša strategija i enerergija kao kompanija upotpunosti ide ka Windows-u, baš kao što smo posvećeni podržavanju i unapređivanju kernela MS-DOS i Xenix. Takođe kažemo da će jedino one aplikacije koje se već koriste Windows-om biti konkurentne dugoročno." IBM nije bio na Microsoft-ovoj konferenciji, i već pri kraju 1984. godine, mediji su objavili "rad prozora" između Windowsa, IBM-ovog TopView i Digital Research-evog GEM grafičkog interfejsa. Microsoft je u međuvremenu obećao u novembru 1983. godine putiti Windows u prodaju do aprila 1984. godine,, ali je zatim negirao bilo kakve objave i predvideo da će Windows biti u prodaji u junu 1985. godine. Kompanija je izjavila da je svrha Windows-a, za razliku od TopView-a, bila da "pretvore računar u okruženje bogato grafikama" koristeći manje memorije. Windows 1.0 je službeno objavljen 20. novembra 1985. godine.
Verzija 1.02, objavljena u maju 1986. godine, je bila međunarodno izdanje. Verzija 1.03, objavljena u augustu 1986. godine je imala razna poboljšanja i time ju je činilo više dosljednom sa međunarodnim izdanjem. Uključivala je drajvere za evropske tastature i dodane drajvere za ekrane i štampače. Verzija 1.04, objavljena u aprilu 1987. godine, je dodala podršku za IBM-ove nove PS/2 računare iako nije bilo podrške za PS/2 miševe i novu VGA grafiku. U isto vrijeme, Microsoft i IBM su najavili OS/2 i njegov grafički prezentacijski menadžer koji je trebao zamjeniti i MS-DOS i Windows.
Microsoft je objavio naslednika za Windows 1.0 u novembru 1987. godine pod nazivom Windows 2.0. Kompanija je podržala Windows 1.0 16 godina do 31. decembra 2001. godine - najduže od svih verzija Windows-a.

## Funkcije
Windows 1.0 nudi ograničen rad sa više postojećih MS-DOS programa i koncentrira se na pravljenju paradigme u kojoj će se koristii nativni model za programe u budućnosti. Zbog Microsoft-ove obimne podrške da podrži stare aplikacije, ne samo da je moguće pokrenuti Windows 1.0 izvršne datoteke na trenutnim verzijama Windows-a u velikom broju slučajeva, već je moguće ponovo kompajlirati njihov izvorni kôd u novu, isto funkcionalnu "modernu" aplikaciju sa manjim promjenama u izvornom kôdu.
Windows 1.0 se često nazivao i 'front-end' za MS-DOS operativni sistem. Ovaj opis je čak dodan i na iduće verzije Windows-a. Windows 1.0 je MS-DOS program. Windows 1.0 programi pozivaju MS-DOS funkcije i grafički programi se pokreću preko .EXE datoteka kao i MS-DOS programi. Međutim, Windows .exe datoteke imaju vlastiti "novi izvršni" format (ili NE) koji samo Windows može procesirati i koji dozvoljava pravljenje složenijeg kôda i podataka. Aplikacije su trebale podržavati memoriju samo kroz Windows-ev vlastiti sistem za upravljanje memorije, koji je imao virtualnu memoriju, omogućavajući programerima da koriste više memorije nego što je uređaj imao.
Pošto je podrška za grafiku u MS-DOS-u bila značajno ograničena, MS-DOS aplikacij su morale koristiti loš hardver a ponekad i sam BIOS da bilo šta urade. Baš zbog toka je Windows 1.0 sadržavao originalne drajvere za grafičke kartice, miševe, tastature, štampače i serijske komunikacije te su aplikacije mogle koristiti API-jeve za pristup ovim drajverima. Međutim ovo se proširilo i na druge API-jeve poput oni za upravljanje sistemom datoteka. U ovom smislu, Windows 1.0 je bio dizajniran kao potpuni operativni sistem, umjesto samo grafičko okruženje koga su koristile aplikacije, ali je ipak Windows 1.0 bio "DOS front-end" jer nije se mogao biti pokrenut ako DOS nije bio instaliran i morao je koristiti DOS okruženje iako se nivo potrebe za DOS-om smanjivao svake iduće verzije Windows-a.
Sistemski zahtevi za Windows 1.01 su bili CGA/HGC/EGA grafika, MS-DOS 2.0, 256 KB RAM-a ili više i dva ulaza za floppy diskove ili hard disk. Počevši sa verzijom 1.03, podržani su Tandy i AT&T grafički režimi.
Windows 1.0 je pokretalo komandno okruženje pod nazivom MS-DOS Executive, što je bilo malo više nego sama podrška za miš, jer nije podržavala ikone i nije podržavale sve standarde Y2K-a. Drugi programi koji su bili sadržani su bili Calculator, Calendar, Clipboard Viewer, Clock, Notepad, Paint, Reversi, Cardfile, Terminal i Write.
Windows 1.0 nije dozvoljavao da se prozori nalaze jedan na drugom. Umjesto toga, svi prozori su bili pokrenuti jedan kraj drugog. Samo dialoške kutije su mogle biti prikazane na nekom prozoru.
Windows 1.0 izvršne datoteke, mada su sadržavale sličan .exe završetak kao i MS-DOS programi, nisu sadržavale kôd koji bi prikazao "Ovaj program zahtjeva Microsoft Windows" poruku kao što to rade noviji Windows programi. Umjesto toga, izvršna datoteka, to jest, početak datoteke ima noviji C programski model moji zahtjeva više memorije što DOS odbaciju sa porukom "ovaj program je prevelik da stane u memoriju".

## Odaziv
Kad je Windows 1.0 objavljen, odaziv kritičara je bio mješovit. Većina kritičara je smatrala da platforma ima budući potencijal ali da Windows 1.0 ne ispunjava očekivanja. Nekolicina kritičara je kritizirala znatno zahtjevne hardverske zahteve, pogotovo naglašavajući loše performanse kada bi pokrenuli nekoliko aplikacija odjednom, te da je Windows promovirao korištenje miša za navigaciju, što je bio relativno novi koncept u to vrijeme. The New York Times je kritizirao performanse Windows-a na sistemu sa 512 KB RAM-a naglasivši da dizajn nije bio dovoljno fleksibilan za korištenje samo sa tastaturom jer se orijentirao većinom na miš. Times magazin je smatrao da loše performanse, manjak posebnog softvera napravljenog za Windows, nesigurna kompatibilnost sa DOS programima i manja vodiča će navesti korisnike da koriste sličan alternativni program za DOS pod nazivom Borland Sidekick umjesto Windows-a.
Retrospektivno gledajući, Windows 1.0 je smatran kao neuspješan proizvod od strane tadašnjih tehnoloških publikacija, mada su priznali historijsku važnost Windows linije proizvoda. Nathaniel Borenstein (koji je kasnije razvio MIME standarde) i njegog tehnološki tim su bili kritični po pitanju Windows-a kada im je ga prvi put prestavili Microsoft-ovi predstavnici. Potcjenjujući budući uticaj platforme vjerovao je da "su ovi ljudi došli sa jadnim i naivnim sistemom. Znali smo da nikad neće ništa ostvariti."
Kompanija The Verge je smatrala da je loš odaziv na Windows 8 2012. godine bio sličan onoj koji su doživili sa prvim Windowsom. Slično kao što je Windows 1.0 radio kao sloj na vrhu MS-DOS-a, Windows 8 je pružio novu vrstu interfejsa i softvera koji bi se koristio sa novim uređajima, pogotovo onima sa ekranima na dodir (igrom slučaj, "moderne" aplikacije u sistemu Windows 8 takođe nisu mogle raditi jedna preko druge poput Windows 1.0 sistema) i radio na NT komandnom okruženju kog su koristile prošle verzije sistema Windows.